# Херон Лејк (Минесота)
Херон Лејк (енгл. Heron Lake) град је у америчкој савезној држави Минесота.

## Демографија
По попису из 2010. године број становника је 698, што је 70 (-9,1%) становника мање него 2000. године.
| Група             | 2000.       | 2010.       |
| Белци             | 681 (88,7%) | 596 (85,4%) |
| Афроамериканци    | 0 (0,0%)    | 13 (1,9%)   |
| Азијати           | 4 (0,5%)    | 2 (0,3%)    |
| Хиспаноамериканци | 81 (10,5%)  | 84 (12,0%)  |
| Укупно            | 768         | 698         |